# الأسقف الباردة

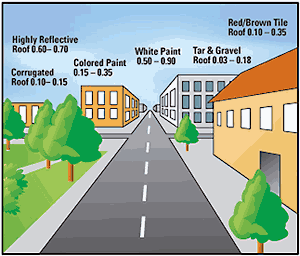

الأسقف الباردة أو السطوح العاكسة هي السقوف التي يمكن أن تنقل الانعكاس الشمسي العالي (القدرة على عكس الموجات المرئية والأشعة تحت الحمراء وفوق البنفسجية من الشمس، وتقليل انتقال الحرارة إلى المبنى] والابتعاثية الحرارية العالية (القدرة على إشعاع المستوعب، أو عدم انعكاس الطاقة الشمسية). المنافع المرتبطة بالأسقف الباردة تشمل تخفيض عبء طاقة التبريد، والحد من تلوث الهواء وانبعاثات الغازات الدفيئة، وتحسين الصحة البشرية والراحة.
وقد تساعد الأسطح الباردة في إطالة عمر السقف والتخفيف من تأثير حرارة المناطق الحضرية. الأسطح البادرة بإمكانها أن تدخر طاقة تبريد في فصول الصيف الحارة كما يمكنها أن تزيد من تسخين حمولة الطاقة خلال فصول الشتاء الباردة، لذلك، فإن الاقتصاد في استهلاك الطاقة الصافية من الأسطح الباردة يختلف باختلاف المناخ.
ولكن بدون اتباع برنامج صيانة مناسب للحفاظ على المواد نظيفة سوف تقل إمكانية توفير الطاقة من الأسطح الباردة بمرور الوقت بسبب التلوث.
الأسطح الباردة في الأغلب تكون بيضاء، لكنها تأتي في مجموعة متنوعة من الألوان والمواد، ومتاحة لكل من المباني التجارية والسكنية. ونلاحظ اليوم بأن أصباغ (الأسطح الباردة) بإمكانها أن تأتي بالألوان الداكنة حتى اللون الأسود، فهي لا تعكس مثل البيض أوالألوان الفاتحة، ولكن لا يزال يمكن حفظ الطاقة خلالها أكثر من الدهانات الأخرى.

## فوائد الأسطح الباردة
معظم الأسطح في العالم (بما في ذلك ما يزيد على 90٪ من السقوف في الولايات المتحدة) هي داكنة اللون. في حرارة الشمس الكاملة يمكن لسطح سقف أسود أن يزيد درجة الحرارة وتصل إلى 50 درجة مئوية (126 درجة فهرنهايت) حيث بلغت درجات الحرارة من 70 إلى 90 درجة مئوية (158-194 درجة فهرنهايت (وهذه الزيادة للحرارة يمكن أن تسبب آثار سلبية على استخدام الطاقة والتبريد والبيئات).
من ناحية أخرى، الأسطح الباردة تقدم فوائد مباشرة وطويلة الأجل، بما في ذلك:
- توفيرات تصل إلى 15٪ في استخدام الطاقة السنوية لتكييف الهواء من مبنى واحد
- تمديد خدمة وإطالة عمر السقف
- تحسين كفاءة استخدام الطاقة في السقوف، وخصوصاً إذا لم يكن هناك عازل كاف في مقدمة السقوف المغلفة
- الراحة الحرارية تحسنت في المباني التي ليس لديها تكييف الهواء
- الحد من تلوث الهواء وانبعاثات الغازات الدفيئة.
وقد أظهرت الأبحاث والتجارب العملية مع تدهور أغشية التسقيف على مدى عدد من السنوات أن حرارة الشمس هي واحدة من أقوى العوامل التي تؤثر على متانتها.

## مساوئ الأسطح الباردة
مع أن الفوائد المرجوه من أسقف التبريد هائله، لكن اقترحت دراسة عام 2011 بأنه على الرغم من وجود سقف عاكس ستنخفض درجات الحرارة في بيت واحد، لكنه أيضا سوف يقلل من «تأثير جزيرة الحرارة» حتى أكثر من ذلك، ومن شأنه فعلا أن يزيد من ظاهرة الاحتباس الحراري، لكن هذه الدراسة لم تحسب استخدام أقل للطاقه وخلق الانبعاثات التي قد تترتب على كميات أقل من الطاقة اللازمة لتبريد المنازل ذات الأسطح البيضاء.

## خصائص الأسطح الباردة
عندما تضرب أشعة الشمس سطح أحد المنازل، تنعكس معظمها مره أخرى في السماء، لكن بعضها يتم استيعاب طاقتها في نظام السطح على شكل حراره. أسطح التبريد تعكس المزيد من ضوء الشمس وتمتص حرارة أقل من السقوف داكنة اللون التقليدية.
هناك نوعان من الخصائص التي تستخدم لقياس الآثار المترتبة على الاسطح الباردة :
- الانعكاس الشمسي، والمعروف أيضا بالبياض، هو القدرة على عكس ضوء الشمس. ويعبر عن ذلك إما على شكل كسر عشري أو نسبة مئوية. قيمة 0 تشير إلى أن السطح امتص كل الإشعاع الشمسي، وقيمة 1 تمثل الانعكاس الكلي.
- الانبعاث الحراري، أي القدرة على انبعاث الحرارة الممتصة. ويعبر عنها أيضا إما على شكل كسر عشري(0 و 1، (أو نسبة مئوية.
وهناك طريقه أخرى للقياس وهي مؤشر (SRI) والتي تضم الانعكاس الشمسي والانبعاث الحراري في قيمة واحده.
SRI)) يقيس قدرة سقف برفض الحرارة الشمسية، ويعرف أن هذه سوداء القياسية (الانعكاس 0.05,0.90 الابتعاثية) هو 0، وأبيض القياسيه (الانعكاس 0.80، 0.90 الابتعاثية) هو 100.

## حاسبات مدخرات الأسطح الباردة
ويمكن أن يتم حساب وفورات في التكاليف الناجمة عن استخدام الأسطح الباردة باستخدام العديد من الأدوات التي وضعتها وكالات اتحادية.
حاسبة الاسطح الباردة لـ DOE : هذه الأداة التي وضعتها وزارة الطاقة الأمريكية في مختبر أوك ريدج الوطني وتشير تقديرات وفورات التبريد والتدفئة إلى انحدار الطلبات على السطوح الغير سوداء
حاسبة مقارنة (RSC): وقد تم تطوير هذه الأداة من قبل مختبر أوك ريدج الوطني ومختبر لورنس بركلي الوطني من أجل توفير وفوراتصناعة سقف توافق في الآراء للمباني السكنية والتجارية على حد سواء. وأنه ينقل صافي وفورات في الطاقة السنوية) تبريد وفورات في الطاقة ناقص عقوبات التدفئة) وبالتالي فهو لا ينطبق إلا على المباني مع نظام التدفئة والتبريد.

## أنواع الأسطح الباردة
أسطح بارده للمباني التجارية والصناعية تندرج في واحدة من ثلاث فئات هي: أسطح مصنوعة من مواد تسقيف بارده بطبيعتها والسقوف المصنوعة من المواد المغلفه مع طلاء عاكس للطاقة الشمسية، أو الأسطح الخضراء المطليه.
-	أسطح بارده بطبيعتها :
أسقف الفينيل الأبيض، التي تعكس في جوهرها، والتي تحقق أعلى قيم الانعكاس والقياسات الابتعاثية من المواد المستخدمة في التسقيف. وسقف مصنوع من الفينيل الأبيض، على سبيل المثال، يمكن أن يعكس 80 في المئة أو أكثر من أشعة الشمس وتنبعث منها ما لا يقل عن 70٪ من الأشعة الشمسية التي تمتص المبنى.بينما سطح الأسفلت يعكس فقط ما بين 6 و 26٪ من الأشعة الشمسية، مما يؤدي إلى نقل أكبر للحرارة إلى داخل المبنى وزيادة الطلب على تكييف الهواء.
-	طلاء الأسطح : ويمكن إجراءها أو تجديدها على سطح عاكس من خلال طلاء عاكس للطاقة الشمسية على سطحه.
-	الأسطح الخضراء : أسطح المباني الخضراء توفر طبقة الكتلة الحرارية التي تساعد على الحد من تدفق الحرارة إلى المبنى. والانعكاس الشمسي من أسطح المباني الخضراء تختلف تبعا للأنواع النباتية، وبسبب انعكاس انخفاض الطاقة الشمسية، الأسطح الخضراء تعكس أقل من أشعة الشمس وتمتص الحرارة الشمسية أكثر من الأسطح البيضاء. تحصر الحرارة الممتصة في أسطح المباني الخضراء من قبل ظاهرة الاحتباس الحراري ومن ثم تبرد بواسطة التبخر.

## الأسطح الباردة في المناخات الباردة
في بعض المناخات حيث هناك أيام التدفئة أكثر من أيام التبريد، الاسطح البيضاء العاكسه قد لا تكون فعاله من حيث الكفاءة في استخدام الطاقة لأنه لا يمكن تحقيق توفيرات في الطاقة تفوق على استخدام طاقة التبريد للتدفئة خلال فصل الشتاء. وفقا لإدارة معلومات الطاقة الأمريكية، في 2003 تمت عملية مسح لاستهلاك الطاقة في المباني التجارية
فتبين بأن 36% من الحسابات تمثلت في استهلاك المباني التجارية «السنوي للطاقه» في حين أن تكييف الهواء تمثل فقط 8٪ في الولايات المتحدة. ومع ذلك، ووفقا لتصنيف المجلس للاسطح الباردة وغيرها من المصادر فإن (اسطح التبريد هي مصدر ضئيل لاكتساب الحرارة في فصل الشتاء. في حين أن أصحاب الاسطح الباردة قد دفعو أكثر قليلا لتدفئة منازلهم، وهذا المبلغ هو عادة ضئيل بالمقارنة مع وفورات طاقة التبريد خلال فصل الصيف). كما تظهر حسابات الطاقة سنويا وفورات صافيه في الطاقة في نظام الأسطح الداكنه في المناخات الباردة.

## برامج التشجيع على استخدام الأسطح الباردة
عبر الولايات المتحدة للحكومة الاتحادية
في يوليو 2010، أعلنت وزارة الولايات المتحدة للطاقة سلسلة من المبادرات على نطاق أوسع لتطبيق تقنيات السطح البارد على منشآت وزارة الطاقة والمباني في جميع أنحاء البلاد. وكجزء من الجهود الجديدة
نجمة الطاقة
نجمة الطاقة هو برنامج مشترك بين الوكالة الأميركية لحماية البيئة ووزارة الطاقة الأميركية الهادفة إلى الحد من انبعاثات الغازات الدفيئة ومساعدة الشركات والمستهلكين على توفير المال عن طريق جعل الخيارات للمنتجات الموفرة للطاقة.
تصويت المجلس للاسطح الباردة
Cool Roof Rating Council (CRRC) : ابتكر نظام تصنيف لقياس والإبلاغ عن انعكاس الطاقة الشمسية والحرارية الابتعاثية لمنتجات التسقيف. وقد تم وضع هذا النظام إلى دليل على الإنترنت لأكثر من 850 منتج للتسقيف ويتوفر لمقدمي خدمات الطاقة، وهيئات البناء، والمهندسين المعماريين والمتخصصين وأصحاب العقارات ومخططي المجتمع، CRRC تجري اختبارات عشوائية في كل عام لضمان مصداقية دليل تصنيفها.
الكوكب الأخضر
ويستخدم نظام الكوكب الأخضر في كندا والولايات المتحدة. في الولايات المتحدة، تعود ملكية الكوكب الأخضر إلى (GBI) والتي تديرها أيضا. في كندا تعود ملكيتها وادارتها إلى BOMA تحت اسم العلامة التجارية " go green"
الكوكب الأخضر يستخدم معايير قياس الأداء لتقييم استهلاك الطاقة المحتمل في المبنى، ويقارن بين تصميم المبنى والبيانات التي تم إنشاؤها من قبل وكالة حماية البيئة، الأمر الذي يعكس حقيقية أداء المبنى. قد تكسب المباني في التصنيف من بين (1-4) في نظام الكوكب الأخضر.
LEED
القيادة في مجلس البناء الأخضر الأميركي في نظام الطاقة والتصنيف البيئي صممت (LEED) هو طوعي، ومعياروطني يتطور باستمرار لتطوير المباني المستدامة عالية الأداء. LEED توفر معايير لاختيار المنتجات في تصميم المباني.

## الأسطح الباردة في أوروبا والمدن الأخرى
هذا المشروع بتمويل مشترك من الاتحاد الأوروبي في إطار برنامج ذكي للطاقة. والهدف من هذا العمل المقترح وضع وتنفيذ خطة عمل للأسطح الباردة في الاتحاد الأوروبي، ولأهداف محددة هي :لدعم تطوير السياسات من خلال نقل الخبرة وتحسين التفاهم من المساهمات الفعلية والمحتملة من قبل الأسطح الباردة على الاستهلاك في التدفئة والتبريد في الاتحاد الأوروبي؛ ولإزالة وتبسيط الإجراءات لتحقيق التكامل وتنفيذ الأسطح الباردة في البناء والأوراق المالية للمبنى، وتغيير سلوك صناع القرار وأصحاب المصلحة من أجل تحسين قبول الأسطح الباردة، ولنشر وتعزيز وضع تشريعات مبتكرة، ورموز، وتصاريح ومعايير، بما في ذلك إجراءات التطبيقات والبناء وتصاريح التخطيط بشأن السقوف الباردة وسيتم تطوير العمل في أربعة محاور، التقنية، والسياسة والسوق، والمستخدمين النهائيين.

## تأثير جزيرة الحرارة الحضرية والأسطح الباردة
جزيرة الحرارة الحضرية يحدث فيها مزيج من الحرارة التي تمتص البنية التحتية مثل مواقف السيارات المظلمة والإسفلت ورصف الطرق ومساحات من أسطح المنازل السوداء، بالإضافة إلى الخضرة، ويرفع درجة حرارة الهواء بنسبة 1 إلى 3 درجات مئوية أعلى من درجة الحرارة في المناطق الريفية المحيطة بها.

## برامج البناء الأخضر
يدعو إلى استخدام الأسطح الباردة للتخفيف من تأثير جزيرة الحرارة الحضرية، من خلال عكس ضوء الشمس، الأسطح الباردة ذات الألوان الفاتحة تعمل على الحد من ارتفاع درجة الحرارة وتقليل استخدام الطاقة والتبريد وتشكيل الضباب الدخاني. وأظهرت دراسة أجرتهاLBNL، إذا اعتمدت على نطاق واسع استراتيجيا لتخفيف هذا التأثيرفي منطقة العاصمة الكبرى تورنتو يمكن أن ينقذ أكثر من 11 مليون دولار سنويا في تكاليف الطاقة.